# Касаба
Касаба(«сажень» Хакімі, баб, наб) - міра довжини в мусульманських країнах. Виникнення її зводиться  до фатімідського халіфа Аль-Хакім бі-Амріллаха (роки правління 996-1021 р.р.). Існують такі визначення величини касаба :
- Касаба до 1830 року = 0,1 ашла = 6 ліктів Хашимі = 5 «теслярських» ліктів = 8 «ручних» ліктів = 3,99 м.
- Касаба після 1830 року = 3,55 м.
- Єгипетська касаба = 1 / 6 «теслярського» ліктя = 12,5 см.

## Квадратна касаба
Касаба також використовувалася для вимірювання площі. Розрізняють :
- Ашир (квадратна касаба до 1830 року) = 3,99 ² = 15,9201 м ². До початку XIX століття = 0,0025 феддана (1 феддан = 400 кв. касаб), а після початку XIX століття і до 1830 року = 0,003 феддана (1 феддан = 333 1 / 3 кв . касаб).
- Квадратна касаба після 1830 року = 3,55 ² = 12,6025 м ².